# Арцишево (Куявсько-Поморське воєводство)
Арцишево (пол. Arciszewo) — село в Польщі, у гміні Бонево Влоцлавського повіту Куявсько-Поморського воєводства.
Населення — 188 осіб (2011).
У 1975-1998 роках село належало до Влоцлавського воєводства.

## Демографія
Демографічна структура станом на 31 березня 2011 року:
|          | Загалом | Допрацездатний вік | Працездатний вік | Постпрацездатний вік |
| -------- | ------- | ------------------ | ---------------- | -------------------- |
| Чоловіки | 94      | 17                 | 70               | 7                    |
| Жінки    | 94      | 12                 | 59               | 23                   |
| Разом    | 188     | 29                 | 129              | 30                   |